# Osmia ferruginea
Osmia ferruginea är en biart som beskrevs av Pierre André Latreille 1811. Osmia ferruginea ingår i släktet murarbin, och familjen buksamlarbin.

## Underarter
Arten delas in i följande underarter:
- O. f. ferruginea
- O. f. igneopurpurea